# Mi camino es amarte
Mi camino es amarte és una telenovel·la mexicana produïda per Nicandro Díaz González per a TelevisaUnivision. La telenovela està basada en la telenovel·la xilena El camionero del 2016. Es va emetre a Las Estrellas del 7 de novembre de 2022 al 12 de març de 2023.
Protagonitzat per Susana González, Gabriel Soto, Mark Tacher i Ximena Herrera.

## Repartiment i personatges
- Susana González com Daniela Gallardo[5]
- Gabriel Soto com Guillermo «Memo» Santos Pérez[6]
- Mark Tacher com Fausto Beltrán
- Ximena Herrera com Karen Zambrano
- Sara Corrales com Úrsula Hernández
- Mónika Sánchez com Amparo Santos Pérez
- Sergio Reynoso com Humberto Santos
- Leonardo Daniel com Eugenio Zambrano
- Fabián Robles com Aarón Peláez
- Alfredo Gatica com César Ramírez
- Camille Mina com Isabella Beltrán Gallardo
- André Sebastián González com José María «Chema» Hernández Santos
- Ara Saldívar com Jesusa «Chuchita» Galván
- Julián Figueroa com Leonardo Santos Pérez
- María Prado com Nélida
- Araceli Adame com Berenice García
- Karla Esquivel com Gabriela «Gaby» Hernández
- Rodrigo Brand com Juan Pablo «Juanpa» Gallardo
- Diana Haro com Guadalupe «Lupita» Hernández
- Carlos Said com Sebastián Zambrano
- Alberto Estrella com Macario Hernández